# Kollisionsteorin

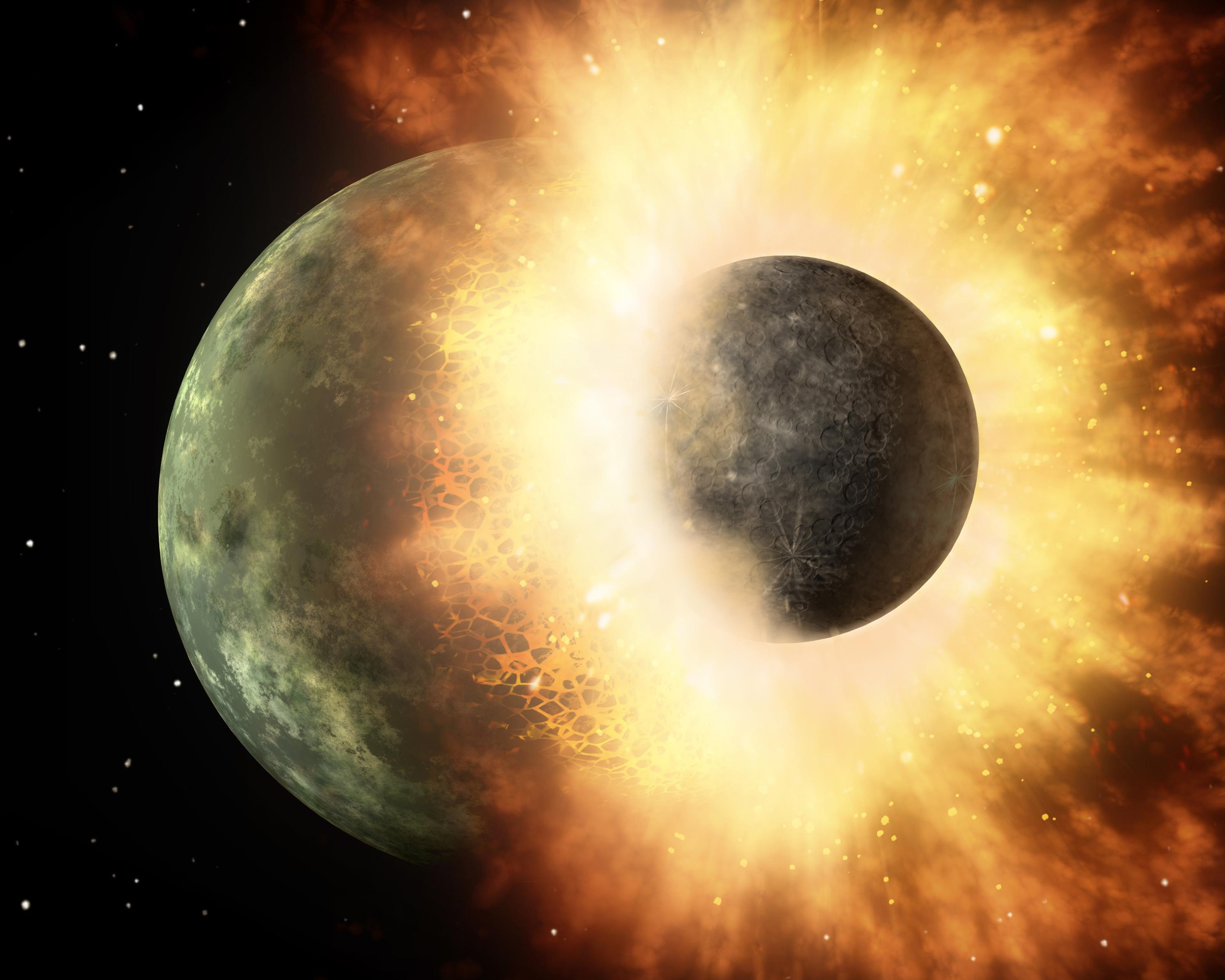
Konstnärs föreställning av två kolliderande planeter.

Kollisionsteorin, ibland kallad Big Splash, är en teori om att månen bildades av rester efter en kollision mellan jorden och en annan himlakropp av samma storlek som Mars, uppskattningsvis för 4,5 miljarder år sedan, under tidsperioden Hadeikum. Den kolliderande himlakroppen kallas ibland Theia, efter en av titanerna i den grekiska mytologin.

### Fotnoter
1. ↑  ”Solsystemet samt planeter och liv i universum” (på engelska/svenska). Institutionen för astronomi. 5 augusti 2003. http://ttt.astro.su.se/utbildning/kurser/modern_astronomi/Lektion16.pdf. Läst 6 augusti 2014.
2. ↑  ”SMART 1: Månäventyret börjar”. ESA. http://www.esa.int/swe/ESA_in_your_country/Sweden/SMART-1_maanaeventyret_boerjar/(print). Läst 6 augusti 2014.